# ティーン・ナイト
『ティーン・ナイト』（英: Teen Knight）は、1998年に公開されたフィル・コモーによるカナダ/ルーマニア/のアドベンチャー・SF・ファンタジー映画作品。

## キャスト
| 役名                          | オリジナル英語版 俳優        | 日本語吹替版 |
| ----------------------------- | ---------------------------- | ------------ |
| ピーター                      | クリス・レムシュ             | 森久保祥太郎 |
| アリソン                      | カテリーナ・スコーソン       | 佐久間紅美   |
| ベン                          | ベンジャミン・プレネル       | 間島淳司     |
| ミスター・パーシー/パーシバル | ポール・ソールズ             | 久米明       |
| クラウディア                  | キンバリー・プリス           | 湯屋敦子     |
| ロード・ドラキン              | マルク・ロビンソン           | 花田光       |
| エリック                      | クラウディウ・トランダファー | ふくまつ進紗 |
| トミー                        | ダン・フィンテスクー         | ？           |
| ウィギンズ                    | オイゲン・クリステア         | ？           |
| フィル                        | サンデュ・ミハイ・グリーイア | ？           |
| ダンジョン・マスター          | ミハイ・バーラビンツキー     | ？           |
| ゲーリー                      | クリスチャン・ニコラエ       | ？           |
| ママ                          | ジュリアナ・シウーグリア     | ？           |
| ヒューゴ                      | マリウス・ガレア             | ？           |
| 夫人スウィーニー              | イアーナー・アングヘル       | ？           |
| ジミー                        | スティーブン・バンカー       | ？           |
| カイル                        | ダン・フランキューレスクー   | ？           |
| リッター                      | ディミトリー・ボーゴーマズ   | ？           |
| ナタリー                      | リヴァ・コンスタンタン       | ？           |
| 兵士                          | ミルチャ・カーラマン         | ？           |